# SPCA 40T
SPCA 40T', còn có tên khác là SPCA VII, là một loại máy bay chở thư của Pháp vào cuối thập niên 1920.

## Biến thể
- 40T
- 41T
- 218

## Quốc gia sử dụng
- Services Aeriens de Madagascar

## Tính năng kỹ chiến thuật (40T)
Dữ liệu lấy từ Parmentier 1998
Đặc điểm tổng quát
- Kíp lái: 2
- Chiều dài: 13.18 m (43 ft 3 in)
- Sải cánh: 20.00 m (65 ft 7 in)
- Chiều cao: 3.25 m (10 ft 8 in)
- Diện tích cánh: 55.0 m2 (590 ft2)
- Trọng lượng rỗng: 2.161 kg (4.754 lb)
- Trọng lượng có tải: 3.036 kg (6.679 lb)
- Powerplant: 3 × Salmson 9Ac, 90 kW (120 hp) mỗi chiêc

Hiệu suất bay
- Vận tốc cực đại: 180 km/h (110 mph)
- Tầm bay: 600 km (380 dặm)
- Trần bay: 5.950 m (19.500 ft)